# سومو يامو
سومو يامو (بالإنجليزية: Super Duper Sumos)‏ هو مسلسل رسوم متحركة أمريكية يتم إنتاجها بواسطة ديك إنترتينمنت لب تم إنشاؤها بواسطة كيفين أودونيل وفينسينت نغوين. تم بث العرض لأول مرة في المملكة المتحدة على قناة CBBC في أواخر عام 2001 ثم بث على نيكلوديون في الولايات المتحدة في عام 2002. تم دبلجة المسلسل إلى العربية من قبل مركز الزهرة وتم عرضه على قناة سبيستون في 2005.

## روابط خارجية
- سومو يامو على موقع IMDb (الإنجليزية)
- سومو يامو على موقع قاعدة بيانات الفيلم (الإنجليزية)
- سومو يامو  في قاعدة بيانات الأفلام على الإنترنت (بالإنجليزية)